# Đại Đường Tây Vực ký
Đại Đường Tây Vực ký (tiếng Trung: 大唐西域記), thường được gọi tắt là Tây Vực ký (tiếng Trung: 西域記), là một tập ký kể về hành trình 19 năm của nhà sư Huyền Trang xuất phát Trường An (Trung Quốc) du hành qua khu vực Tây Vực trong lịch sử Trung Quốc. Nhà sư đã đi qua Con đường tơ lụa của Tân Cương ngày nay ở phía tây bắc Trung Quốc, cũng như các khu vực lân cận ở Trung Á và Nam Trung Quốc. Ngoài các địa điểm này của Trung Quốc, Huyền Trang cũng đi vòng quanh Ấn Độ, đến tận phía nam như Kancheepuram. Chuyến du hành của Huyền Trang không chỉ giữ một vị trí quan trọng trong các nghiên cứu xuyên văn hóa của Trung Quốc và Ấn Độ, mà cả các nghiên cứu xuyên văn hóa trên toàn cầu. Tập ký vừa cung cấp những ghi chép trên đường hành hương tôn giáo của Huyền Trang, vừa ghi nhận các mô tả về các địa phương mà ông đi qua trong giai đoạn lịch sử thời Đường.
Tập ký được biên soạn vào năm 646, mô tả các chuyến đi được thực hiện trong khoảng thời gian từ năm 626 đến 645. Biện Cơ (辯機), một đệ tử của Huyền Trang, đã dành hơn một năm để ghi chép và hiệu chỉnh tập sách từ những lời kể của thầy mình.

## Bối cảnh
Mặc dù quan hệ thương mại giữa Ấn Độ và Trung Quốc đã diễn ra từ thế kỷ 1 TrCN và đã được củng cố thông qua việc giới thiệu Phật giáo vào Trung Quốc, nhưng mãi đến khi Hãn quốc Đột Quyết mở rộng, bắt đầu đe dọa biên giới Ấn Độ và Trung Quốc, các sứ thần mới được gửi đến giữa hai khu vực cho các liên minh quân sự. Huyền Trang được ghi nhận là một trong những nhà ngoại giao đầu tiên thiết lập mối quan hệ như vậy giữa nhà Đường Trung Quốc và đế chế Kannauj của Ấn Độ.
Chuyến du hành của Huyền Trang được thúc đẩy bởi sự quan tâm sâu sắc của ông đối với truyền thuyết Phật giáo. Trong khi ông không được triều đình nhà Đường cho phép rời khỏi Trung Quốc, ông đã tìm cách đến Ấn Độ và ghi lại các cuộc gặp với các vị vua của các vương quốc Ấn Độ khác nhau. Đáng chú ý là quốc vương Harsha, người mà Huyền Trang đã thuyết phục được để gửi một sứ giả tới hoàng đế Đường Thái Tông. Những mối quan hệ ngoại giao này đã mang lại cho Huyền Trang cơ hội quay trở lại Trung Quốc mà không phải đối mặt với những hậu quả pháp lý, đổi lại, Huyền Trang đã viết một bản ghi chép về hành trình của mình để được dâng lên hoàng đế nhà Đường.

## Tổng quan
Tập ký chứa hơn 120.000 chữ Hán và được chia thành 12 tập, mô tả địa lý, đất đai và giao thông hàng hải, khí hậu, sản phẩm địa phương, con người, ngôn ngữ, lịch sử, chính trị, đời sống kinh tế, tôn giáo, văn hóa và phong tục ở 110 quốc gia, các khu vực và thành quốc từ Tân Cương đến Ba Tư, Tajikistan, Uzbekistan, Pakistan, Ấn Độ, Bangladesh và Sri Lanka, trong số các khu vực khác.

### Mục lục
Đại Đường Tam tạng Thánh giáo tự (lời tựa do Đường Thái tông đề)

## Tầm quan trọng
Ngày nay, tập ký vẫn mang một giá trị lớn đối với các nhà sử học và khảo cổ học hiện đại. Tập ký là một tài liệu quan trọng về Trung Á trong đầu thế kỷ thứ VII, vì nó cung cấp thông tin về một nền văn hóa Phật giáo tồn tại ở Afghanistan trong thời gian đó và là bằng chứng văn bản sớm nhất cho các tượng Phật tại Bamyan. Các chuyến đi của Huyền Trang cũng được ghi nhận là tác động một phần cho sự lan rộng của công nghệ sản xuất đường ở Trung Quốc và Ấn Độ thời Trung Cổ. Điều này rất có ý nghĩa vì đường đóng một vai trò quan trọng trong giáo lý Phật giáo. Tập ký cũng mang tầm quan trọng tương đương trong các nghiên cứu về Ấn Độ, và các nhà khảo cổ học đã sử dụng nó để lấp đầy những khoảng trống nhất định trong lịch sử Ấn Độ. Nó cho phép các nhà sử học định vị chính xác các địa điểm quan trọng ở Ấn Độ.  Tập sách được biết đến với "những mô tả chính xác về khoảng cách và vị trí của những nơi khác nhau", và đã được dùng làm sách hướng dẫn cho việc khai quật nhiều địa điểm quan trọng, như Rajgir, Đền thờ tại Sarnath, Ajanta, tàn tích của Tu viện Nalanda ở Bihar  và tàn tích Vasu Bihar của thành phố Pundra cổ đại. Tập ký cũng tạo cảm hứng cho truyện Tây du ký, một danh tác văn học Trung Quốc xuất bản vào thời nhà Minh.

### Trích dẫn
1. ↑  "The Travel Records of Chinese Pilgrims Faxian, Xuanzang, and Yijing" (PDF). Columbia University.
2. 1 2  "The Great Tang Dynasty Record of the Western Regions". University of Hawaii Press.
3. ↑  Ray, Haraprasad (2000). "INDO-CHINESE DIPLOMATIC RELATIONS IN HISTORICAL PERSPECTIVE - THE SOUTH INDIAN CHAPTER". Proceedings of the Indian History Congress. Quyển 61. tr. 1093–1103. doi:10.2307/44144424. JSTOR 44144424.
4. 1 2  Sen, Tansen (2001). "In Search of Longevity and Good Karma: Chinese Diplomatic Missions to Middle India in the Seventh Century". Journal of World History. Quyển 12 số 1. tr. 1–28. doi:10.1353/jwh.2001.0025. JSTOR 20078877.
5. ↑  Sen, Tansen. “In Search of Longevity and Good Karma: Chinese Diplomatic Missions to Middle India in the Seventh Century.” Journal of World History, vol. 12, no. 1, 2001, pp. 1–28. JSTOR, JSTOR, www.jstor.org/stable/20078877.

## Bản dịch
- Beal, Samuel (1884). Si-Yu-Ki: Buddhist Records of the Western World, by Hiuen Tsiang. 2 vols. Translated by  Samuel Beal. London. 1884. Reprint: Delhi. Oriental Books Reprint Corporation. 1969. Volume 1 (PDF 21.5 MB) Volume2 (PDF 16.9 MB)
- Beal, Samuel (1911). The Life of Hiuen-Tsiang. Translated from the Chinese of Shaman (monk) Hwui Li by Samuel Beal. London. 1911. Reprint Munshiram Manoharlal, New Delhi. 1973. Internet Archive (PDF 14.3 MB)
- Julien, Stanislas, (1857/1858). Mémoires sur les contrées occidentales, L'Imprimerie impériale, Paris. Vol.1 Vol.2
- Li, Rongxi (translator) (1995). The Great Tang Dynasty Record of the Western Regions. Numata Center for Buddhist Translation and Research. Berkeley, California. ISBN 1-886439-02-8
- Watters, Thomas (1904). On Yuan Chwang's Travels in India, 629-645 A.D. Volume1. Royal Asiatic Society, London. Volume 2
- Sen, Tansen. “In Search of Longevity and Good Karma: Chinese Diplomatic Missions to Middle India in the Seventh Century.” Journal of World History, vol. 12, no. 1, 2001, pp. 1–28. JSTOR, JSTOR, www.jstor.org/stable/20078877.